# 標準重力
標準重力通常以 {\displaystyle g_{0}} 或 {\displaystyle g_{n}} 表示, 是在地球表面的水平線的由于地球重力而產生的額定加速度。大約為9.80665 m/s2 (approx. 32.174 ft/s2)。 這個數值被第三次国际度量衡会议（CGPM）確立 (1901, CR 70)。
標誌 {\displaystyle g} 通常也指代重力, 但是 {\displaystyle g} 嚴格來說表示當地的重力加速度, 而這一加速度根據在地球位置的不同而不同 (參見 地球重力)。標誌 {\displaystyle g} 不應該與 G（重力常量）或者 g (沒有斜體)（公克，重量單位，gram 的簡稱）混淆 。標誌 {\displaystyle g} (英語又寫做"gee")也被用作於加速的單位, 並用上面定義的數值(參見G力)。
上面定義的 {\displaystyle g_{0}} 的數值是在地球上額定的中間範圍的數值，代表在海平面緯度約45.5°处自由落體的加速度(忽視空氣阻力)。它在數值上比地球的水平高度加速度大, 約為9.797645 m/s2。 雖然重力的實際強度由于地區的不同而不同, 為了測量和許多計算的目的，通常使用標準重力。
重力加速度的標準單位（SI unit）(事實上，任何加速度）是米每秒的平方（meters per square second）, 也可被寫作牛頓每千克（newton per kilogram）。其數值一致: {\displaystyle g_{n}=}  9.80665 N/kg。 這種等价的形式表明：在地球表面，物體的重力與物體質量成正比: 每千克的質量, 地球承受額定力 9.80665 牛頓 (雖然實際數值略有不同)。
因為重力加速度大小等于作用在單位質量(SI單位,1 千克)的力，也被指重力場與電場相似。

## 計算g0{\displaystyle g_{0}}
用地球的質量({\displaystyle M_{\oplus }})和半徑({\displaystyle R_{\oplus }}):
{\displaystyle g_{0}={\frac {GM_{\oplus }}{R_{\oplus }^{2}}}\approx 9.81\,\mathrm {m/s^{2}} }